# Шварцхаупт, Элизабет
Эмма София Элизабет Шварцхаупт (нем. Emma Sophie Elisabeth Schwarzhaupt; 7 января 1901, Франкфурт-на-Майне — 29 октября 1986, Франкфурт-на-Майне) — немецкий политик, член ХДС. Федеральный министр здравоохранения ФРГ в 1961—1966 годах, первая женщина на посту министра в правительстве ФРГ.

## Биография
Элизабет Шварцхаупт — дочь советника школьного образования Вильгельма Шварцхаупта, в 1921—1933 годах депутата прусского ландтага от Немецкой народной партии. Мать Элизабет происходила из богатой купеческой семьи. Элизабет была помолвлена с врачом еврейского происхождения, с приходом к власти национал-социалистов эмигрировавшего через Швейцарию в США.
Получив аттестат зрелости в 1920 году, Элизабет Шварцхаупт изучала юриспруденцию во Франкфурте-на-Майне. В 1930 году успешно сдала второй государственный экзамен на юриста и защитила докторскую диссертацию. Состояла в Немецкой народной партии. До 1932 года работала консультантом в центре защиты прав женщин во Франкфурте-на-Майне, затем служила уполномоченным судьёй в Дортмунде и Франкфурте-на-Майне. В марте 1933 года была уволена с должности судьи согласно указу министра юстиции, запретившего женщинам занимать судебные должности.
Некоторое время работала в Германском союзе пенсионеров в Берлине, затем в 1935 году поступила на работу юрисконсультом в канцелярию Евангелической церкви в Берлине. В 1945 году вступила в ХДС. В 1947 году Шварцхаупт вернулась во Франкфурт-на-Майне и до 1953 года работала во внешней службе Евангелической церкви. В 1953—1969 годах Шварцхаупт была депутатом бундестага. В 1957—1961 годах являлась заместителем председателя фракции ХДС/ХСС. После выборов в бундестаг 1961 года  была назначена 14 ноября 1961 года федеральным министром здравоохранения и социального обеспечения в правительстве Конрада Аденауэра и затем сохранила за собой этот портфель при канцлере Людвиге Эрхарде. Сложила полномочия 30 ноября 1966 года. В 1970—1972 годах занимала должность первого председателя Германского совета женщин.
Похоронена на Франкфуртском главном кладбище.

## Публикации
- Die Frau in Regierungs- und Oppositionsparteien, in: Neue Evangelische Frauenzeitung, 1965, Heft 2, Seiten 34-38.
- Aufzeichnungen und Erinnerungen, in: Abgeordnete des Deutschen Bundestages. Aufzeichnungen und Erinnerungen, Band 2, Boppard am Rhein, 1983, Seiten 235—283.